# Sociotropía
La sociotropía es un tipo de personalidad que se caracteriza por una inversión excesiva en las relaciones interpersonales y generalmente es estudiada por el área de la psicología social.
Las personas que padecen de sociotropía suelen tener una gran necesidad de aceptación social, la cual las lleva a ser extremadamente afectuosas con personas con las cuales no tienen relaciones cercanas. La sociotropía puede considerarse como lo contrario a la autonomía, ya que las personas con sociotropía se interesan en las relaciones interpersonales, mientras que aquellos con autonomía se interesan más en la independencia y no se preocupan demasiado por los demás. La sociotropía se ha correlacionado con la orientación del rol sexual femenino en varias investigaciones experimentales.
Cabe destacar que la sociotropía tiene relación con el estrés interpersonal o experiencias traumáticas que pueden generar depresión posterior.

## Escala de Sociotropía-Autonomía (SAS)
Aaron T. Beck introdujo la Escala de Sociotropía-Autonomía (SAS) para evaluar dos constructos cognitivos de personalidad que supuestamente son factores de riesgo en la depresión. La escala se enfoca en los tipos de personalidad de la Sociotropía (dependencia social) y la Autonomía (independencia satisfactoria). La SAS se realizó por medio de autoinformes y registros de pacientes proporcionados por terapeutas. Basándose en la psicometría, una muestra de 378 preguntas dirigidas a pacientes psiquiátricos se situó en una estructura de dos factores, cuyo conteo final de los ítems fue de 60-109. De ahí cada uno de los 30 ítems generó tres factores para la sociotropía: preocupación por la desaprobación, preocupación por el acercamiento/unión/ separación de los demás, y complacencia hacia los demás. Mientras que para la autonomía generó los tres siguientes: desempeño autónomo e individual, alejamiento/libertad del control de los demás, y preferencia por la soledad. El SAS tiene 60 ítems clasificados en una escala de 5 puntos (de 0 a 4). Los resultados se suman de manera separada en cada dimensión y la escala ha sido modificada a lo largo del tiempo. El SAS actual divide la sociotropía en dos factores (necesidad y conectividad). La necesidad se asocia a los síntomas de la depresión, y la conectividad, que es una sensibilidad hacia los demás, se asocia a la valoración de las relaciones. 
Desde que se desarrolló la SAS se han diseñado varios instrumentos para medir los constructos de la personalidad y así evaluar otros rasgos de ésta, y si bien algunos de ellos coinciden con la SAS, se utilizan para analizar rasgos diferentes.

## Autocontrol
Los individuos con sociotropía reaccionan de forma diferente cuando se enfrentan a situaciones que involucran el autocontrol. Estas personas consumen más comida, o intentan imitar los hábitos alimenticios de sus pares si creen que al hacerlo su compañero se sentirá más cómodo. A menudo se plantea que esto se debe a que el individuo intenta obtener aprobación social y evitar el rechazo social. Esta presión social y dependencia pueden causar una pérdida del autocontrol en la persona, especialmente si esta no está consciente de su deseo de aceptación social.

## Depresión
Gran parte de las investigaciones sobre la sociotropía se enfocan en la conexión entre la personalidad y el riesgo a la depresión. Aquellos que son muy dependientes son clasificados como individuos sociotrópicos y son más susceptibles a padecer depresión, ya que buscan sustentar su baja autoestima al establecer relaciones interpersonales seguras. Los individuos sociotrópicos se comprometen excesivamente en sus relaciones con otras personas y tienen mayores deseos de aceptación, apoyo, entendimiento, y orientación, lo cual resulta problemático cuando una relación falla. Las personas que son sociotrópicas y que atraviesan una relación fallida son más susceptibles a sufrir de depresión debido a que sus sentimientos de abandono y pérdida son más intensos. Los investigadores han tenido dificultad para determinar de forma exacta hasta qué punto la personalidad afecta el riesgo de tener depresión, ya que es difícil separar rasgos con el fin de investigarlos, pero concluyen que una persona puede ser sociotrópica o independiente, no ambas.

## Investigación
La sociotropía se ha vinculado a los rasgos de la personalidad tales como la introversión y la falta de asertividad. Se ha planteado que la carencia de asertividad se debe a la necesidad de complacer a los demás para así desarrollar relaciones interpersonales. Los individuos que son sociotrópicos evitan las confrontaciones para evitar el abandono.
Del mismo modo que se ha investigado la falta de asertividad, también se ha estudiado la conexión entre la sociotropía y la timidez. La distintiva dependencia interpersonal y el miedo al rechazo social son también atributos de la timidez. Las investigaciones indican que varios de los ítems del SAS se relacionan con dimensiones de dependencia y preocupación por recibir la aprobación de otros, lo cual resulta problemático en las relaciones interpersonales de personas que son tímidas. Los individuos que son tímidos y sociotrópicos tienen conflictos internos de querer abandonar a las personas y al mismo tiempo diversos motivos para acercarse a estas. Los resultados de tales investigaciones concluyen que la sociotropía predice otros síntomas de disconformidad en situaciones asertivas y en conversaciones.   
Las investigaciones sobre el tema también parecen crear una conexión entre niveles más altos de ansiedad y la sociotropía. Disponer cantidades excesivas de energía en relaciones dependientes aumenta la ansiedad y la disposición del comportamiento que causa que un individuo dependa de otros para obtener satisfacción personal también puede influir en los niveles de ansiedad. El estudio concluyó que la ansiedad y la sociotropía están correlacionadas en varias situaciones tales como: evaluación social, peligro físico, y situaciones ambiguas. La sociotropía y la ansiedad están presentes en estas situaciones porque son sociales por definición y, por lo tanto, están asociadas con énfasis a las relaciones sociales que son características de individuos sociotrópicos.
- Datos: Q7552893